# Produktivkrafter
Produktivkrafter är hjälpmedel som avgör vad och hur mycket som kan produceras. Den viktigaste produktivkraften var enligt Adam Smith arbetsdelningen.
Inom den marxistiska historiematerialismen används ordet på två sätt; dels i singular produktivkraft i betydelsen produktivitet, dels i plural produktivkrafter ungefär i betydelsen teknik och organisation inom produktionen.